# تياغو هومبيرتو غوميز
تياغو هومبيرتو غوميز (بالبرتغالية: Thiago Humberto‏) (6 يوليو 1985 في البرازيل - ) هو لاعب كرة قدم برازيلي في مركز الوسط. لعب مع نادي إنترناسيونال ونادي سيارا ونادي غوياس ونادي فيتوريا ونادي كريسيوما ونادي غريميو بارويري ونادي أمريكا.

## وصلات خارجية
- تياغو هومبيرتو غوميز على موقع قاعدة بيانات كرة القدم.إي يو (الإنجليزية)
- تياغو هومبيرتو غوميز على موقع Soccerway.com (الإنجليزية)